# 加牟波理入道

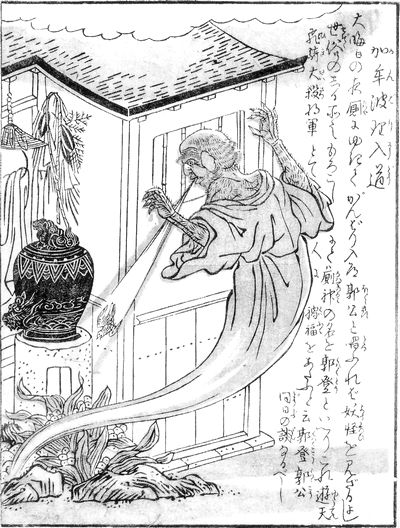
鳥山石燕『今昔画図続百鬼』より「加牟波理入道」

加牟波理入道（がんばりにゅうどう）は、鳥山石燕の妖怪画集『今昔画図続百鬼』にある日本の妖怪、および日本各地の厠（便所）の俗信に見られる妖怪。

## 俗信における加牟波理入道
『今昔画図続百鬼』では、厠に現れる妖怪として口から鳥を吐く入道姿で描かれ、解説文には以下のようにあり、大晦日に「がんばり入道郭公（がんばりにゅうどうほととぎす）」と唱えると、この妖怪が現れないと述べられている。
兵庫県姫路地方では、大晦日に厠で「頑張り入道時鳥（がんばりにゅうどうほととぎす）」と3回唱えると、人間の生首が落ちてくるといい、これを褄に包んで部屋に持ち帰って灯りにかざして見ると、黄金になっていたという話もある。松浦静山の著書『甲子夜話』にもこれと似た話で、丑三つ時に厠に入り、「雁婆梨入道（がんばりにゅうどう）」と名を呼んで下を覗くと、入道の頭が現れるので、その頭をとって左の袖に入れてから取り出すと、その頭はたちまち小判に変わると記述されている。
一方で、この呪文が禍をもたらすこともあるといい、江戸時代の辞書『諺苑』では、大晦日に「がんばり入道ほととぎす」の言葉を思い出すのは不吉とされる。
加牟波理入道とホトトギスの関連については、文政時代の風俗百科事典『喜遊笑覧』に、厠でホトトギスの鳴き声を聞くと不祥事が起きるとの俗信が由来で、子供が大晦日に厠で「がつはり入道ほととぎす」とまじないを唱えるとの記述があり（「がつはり」は「がんばり」の訛り）、中国の六朝時代の書『荊楚歳時記』にも同様、厠でホトトギスの鳴き声を聞くのは不吉と述べられている。また、ホトトギスの漢字表記のひとつ・郭公（かっこう）が中国の便所の神・郭登（かくとう）に通じるとの指摘もある。
和歌山県の伝承では「雪隠坊」（せっちんぼう）と呼ばれ、鳥のような声を出すという。
岡山県の一部では、加牟波理入道の俗信が見越し入道と混同されており、厠で見越し入道が人を脅かすといい、大晦日の夜に厠で「見越し入道、ホトトギス」と唱えると見越し入道が現れるなどといわれている。
中国の巨人状の妖怪「山都」が日本に伝わり、厠神（便所の神）と混同された結果、この妖怪の伝承が発祥したとの説もある。

## 古典上の加牟波理入道

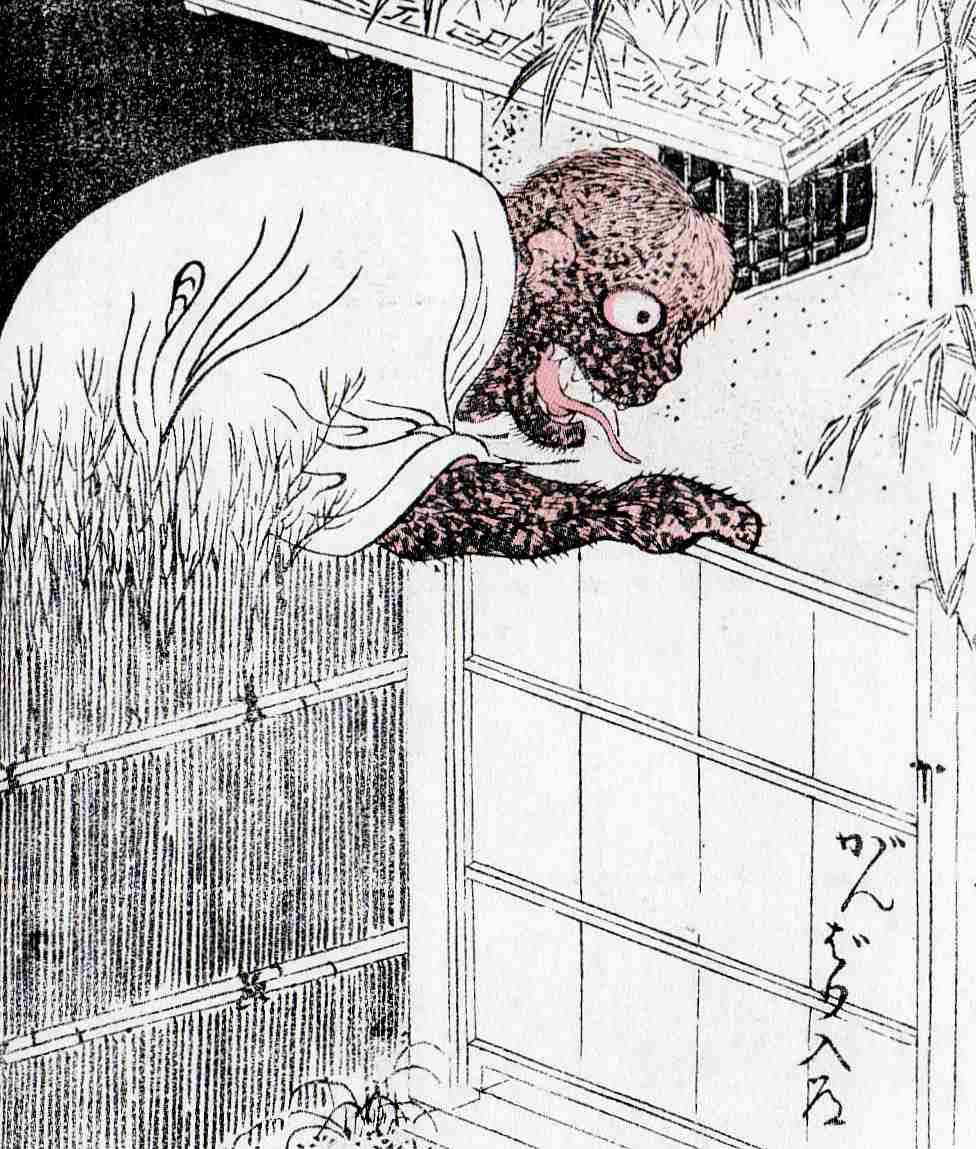
十返舎一九『列国怪談聞書帖』より「がんばり入道」

十返舎一九による読本『列国怪談聞書帖』には「がんばり入道」と題した以下の話がある。
大和国（現・奈良県）で、淫楽に取りつかれた男が、一族の者に性癖を諌められたために剃髪して山中の小屋におり、白目をむいて女たちを見張るので、「眼張（がんばり）入道」とあだ名されていた。
あるときに、入道の留守中に盗賊が小屋に忍び込むと、入道にさらわれた娘が閉じ込められていた。盗賊は娘を哀れんで家から連れ出そうとしたところ、入道が帰って来て娘を帰すまいとしたので、盗賊は入道を殺し、娘を親元に帰した。
以来、白い着物姿の入道の霊が娘の家に現れるようになった。親が娘を隠すと、入道は娘を捜して村中の家、馬屋、便所を狂い歩き、村人たちを恐れさせた。
しかしある晩、入道は犬に噛み殺されてしまった。夜が明けると、そこには白い着物をまとったキツネが死んでいた。人々は笑い、キツネが入道を真似た挙句に呆気ない最期を遂げたと言い合ったという。